# De omzwervingen van Steven Severijn
De omzwervingen van Steven Severijn is een Belgische en Nederlandse stripreeks die werd bedacht door stripauteur Martin Lodewijk, getekend door de Belgische tekenaar René Follet en geschreven door scenaristen Yvan Delporte, Jacques Stoquart en Gerard Soeteman. Het was de langstlopende stripreeks in het oeuvre van René Follet.

## Inhoud
De strip speelt aan het begin van de 20ste eeuw en gaat over een jongen die vlak voor een migratie naar de Verenigde Staten in de haven van Le Havre gescheiden raakt van zijn moeder en zuster en vervolgens de boot mist. Daarna raakt hij in zijn poging om in Amerika te komen verstrikt in allerlei avonturen op verschillende continenten. Zo belandt hij o.a. in Afrika, China en Nederlands-Indië.

## Achtergrond
Toen de tijdschriften Pep and Sjors in 1975 samen verder gingen als Eppo, stond René Follet hoog op het wensenlijstje van de redacteuren Frits van der Heide en Martin Lodewijk. Lodewijk ontwikkelde voor hem het concept van Steven Severijn. Het eerste verhaal werd geschreven door Yvan Delporte. De volgende drie verhalen waren van de hand van Jacques Stoquart, waarna scenarist Gerard Soeteman het overnam en vijf verhalen schreef.

## Publicatie
Steven Severijn verscheen vanaf 2 oktober 1975 in het stripblad Eppo. In totaal verschenen er negen verhalen. Van 1979 t/m 1982 gaf uitgeverij Oberon vijf albums uit. Van 2000 t/m 2003 verschenen drie albums bij Silhouet uitgaven en vanaf 2022 verschijnt een serie van integrale uitgaven in zwart-wit bij uitgeverij Arboris. In 2013 verschenen de verhalen in het Frans bij uitgeverij BD Must.